# Llista d'ocells del País Valencià
Aquesta llista d'ocells que es poden observar al País Valencià inclou, a més de les espècies autòctones, les introduïdes i algunes que només hi són accidentals, observades en molt poques ocasions. Les espècies de les que no s'indica el nom comú solen ser espècies accidentals, i algunes podrien fins i tot correspondre a exemplars domèstics escapats. Les espècies estan ordenades per ordres i famílies.

## Gaviformes

### Gaviidae
- Agullat petit (Gavia stellata)
- Agullat àrtic (Gavia arctica)
- Agullat gros (Gavia immer)

## Podicipediformes

### Podicipedidae
- Cabussonet (Tachybaptus ruficollis)
- Cabussó collnegre (Podiceps nigricollis)
- Cabrellot (Podiceps cristatus)
- Cabussó gris (Podiceps grisegena)

## Procellariiformes

### Procellariidae
- Baldriga cendrosa (Calonectris diomedea)
- Baldriga mediterrània (Puffinus yelkouan)
- Puffinus puffinus

### Hydrobatidae
- Escateret (Hydrobates pelagicus)

## Pelecaniformes

### Sulidae
- Foll(Morus bassanus)

### Phalacrocoracidae
- Corba marina grossa (Phalacrocorax carbo)
- Corba marina emplomallada (Phalacrocorax aristotelis)

## Ciconiiformes

### Ardeidae
- Bitor (Botaurus stellaris)
- Gomet (Ixobrychus minutus)
- Martinet (Nycticorax nycticorax)
- Oroval (Ardeola ralloides)
- Esplugabous (Bubulcus ibis)
- Garseta blanca (Egretta garzetta)
- Agró blanc (Egretta alba)
- Agró blau (Ardea cinerea)
- Agró roig (Ardea purpurea)

### Ciconiidae
- Cigonya negra (Ciconia nigra)
- Cigonya blanca (Ciconia ciconia)

### Threskiornithidae
- Picaport (Plegadis falcinellus)
- Becplaner (Platalea leucorodia)

## Phoenicopteriformes

### Phoenicopteridae
- Flamenc (Phoenicopterus ruber)
- Flamenc menut (Phoenicopterus minor)

## Anseriformes

### Anatidae
- Oca vulgar (Anser anser)
- Anser fabalis
- Ànec canyella (Tadorna ferruginea)
- Ànec blanc (Tadorna tadorna)
- Piuló (Anas penelope)
- Ascle (Anas strepera)
- Sarset (Anas crecca)
- Collverd (Anas platyrhynchos)
- Cua de jonc (Anas acuta)
- Roncadell (Anas querquedula)
- Cullerot (Anas clypeata)
- Roseta (Marmaronetta angustirostris)
- Sivert (Netta rufina)
- Boix (Aythya ferina)
- Roget (Aythya nyroca)
- Morell capellut (Aythya fuligula)
- Morell buixot (Aythya marila)
- Èider (Somateria mollissima)
- Morell de mar negre (Melanitta nigra)
- Morell de mar fosc (Melanitta fusca)
- Retoret (Bucephala clangula)
- Serreta mitjana (Mergus serrator)
- Mergus merganser
- Ànec de Jamaica (Oxyura jamaicensis)
- Ànec capblanc (Oxyura leucocephala)
- Ànec carolí (Aix sponsa)
- Ànec mandarí (Aix galericulata)
- Clangula hyemalis

## Falconiformes

### Accipitridae
- Pilot (Pernis apivorus)
- Milà negre (Milvus migrans)
- Milà reial (Milvus milvus)
- Milotxa (Neophron percnopterus)
- Voltor comú (Gyps fulvus)
- Voltor negre (Aegypius monachus)
- Àguila serpera (Circaetus gallicus)
- Arpellot de marjal (Circus aeruginosus)
- Arpellot pàl·lid (Circus cyaneus)
- Arpellot cendrós (Circus pygargus)
- Astor (Accipiter gentilis)
- Esparver (Accipiter nisus)
- Aligot comú (Buteo buteo)
- Buteo lagopus
- Àguila reial (Aquila chrysaetos)
- Àguila cridanera (Aquila clanga)
- Àguila calçada (Hieraaetus pennatus)
- Àguila de panxa blanca (Hieraaetus fasciatus)

### Pandionidae
- Àguila pescadora (Pandion haliaetus)

### Falconidae
- Xoriguer petit (Falco naumanni)
- Xoriguer (Falco tinnunculus)
- Falco cama-roig (Falco vespertinus)
- Esmerla (Falco columbarius)
- Falconet (Falco subbuteo)
- Falcó de la reina (Falco eleonorae)
- Falcó pelegrí (Falco peregrinus)
- Elanus caeruleus
- Falco cherrug

## Galliformes

### Phasianidae
- Perdiu comuna (Alectoris rufa)
- Perdiu xerra (Perdix perdix)
- Guatla (Coturnix coturnix)
- Guatla japonesa (Coturnix japonica)
- Faisà (Phasianus colchicus)

## Gruiformes

### Rallidae
- Rascló (Rallus aquaticus)
- Picardona d'aigua (Porzana porzana)
- Picardó (Porzana parva)
- Picardona (Porzana pusilla)

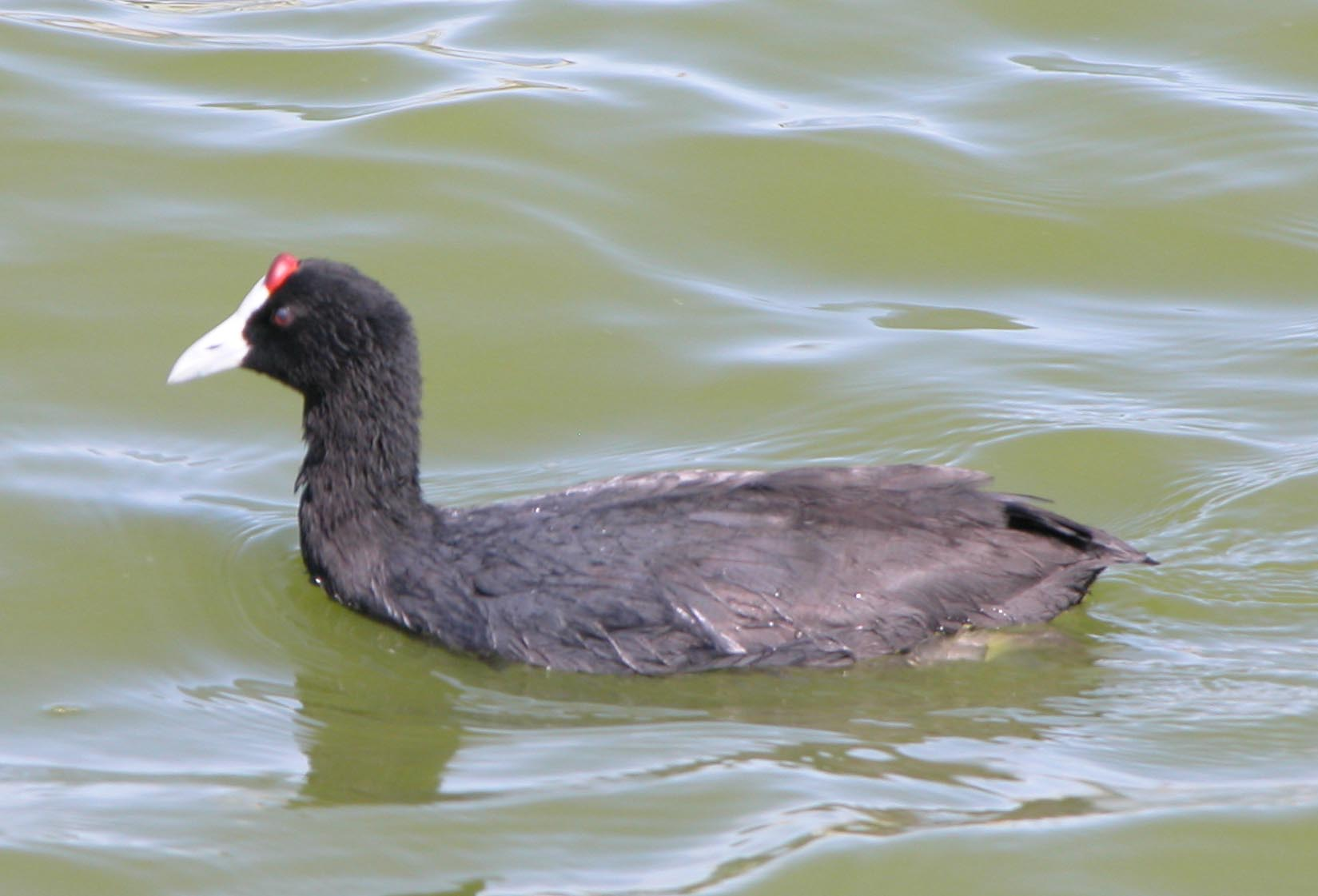
Fotja banyuda a l'Albufera de València

- Polla d'aigua (Gallinula chloropus)
- Gall de canyar (Porphyrio porphyrio)
- Fotja (Fulica atra)
- Fotja banyuda (Fulica cristata)
- Guatla maresa (Crex crex)

### Gruidae
- Grua (Grus grus)

### Otidae
- Sisó (Tetrax tetrax)
- Avitarda (Otis tarda)

## Charadriiformes

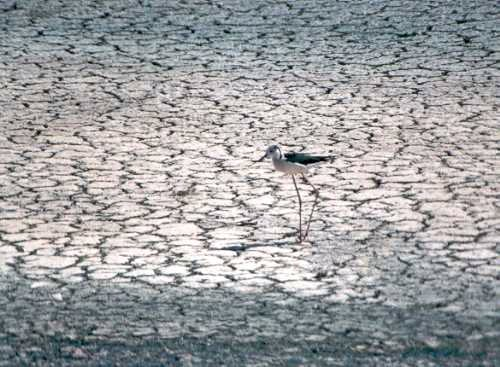
Camallonga a Almassora (Plana Alta)

### Haematopodidae
- Garsa de mar (Haematopus ostralegus)

### Recurvirostridae
- Camallonga (Himantopus himantopus)
- Alena (Recurvirostra avosetta)

### Burhinidae
- Torlit (Burhinus oedicnemus)

### Glareolidae
- Carregada (Glareola pratincola)

### Charadriidae
- Corriolet (Charadrius dubius)
- Corriol gros (Charadrius hiaticula)
- Corriol camanegre (Charadrius alexandrinus)
- Corriol pit-roig (Charadrius morinellus)
- Fusell (Pluvialis apricaria)
- Fusell de mar (Pluvialis squatarola)
- Chettusia gregaria
- Judia (Vanellus vanellus)

### Scolopacidae
- Territ gros (Calidris canutus)
- Territ tresdits (Calidris alba)
- Territ menut (Calidris minuta)
- Territ de Temminck (Calidris temminckii)
- Territ pectoral (Calidris melanotos)
- Territ acuminat (Calidris acuminata)
- Territ becllarg (Calidris ferruginea)
- Territ fosc (Calidris maritima)
- Territ variant (Calidris alpina)
- Territ rogenc (Tryngites subruficollis)
- Calidris fuscicollis
- Limicola falcinellus
- Redonell (Philomachus pugnax)
- Bequet (Lymnocryptes minimus)
- Bequeruda (Gallinago gallinago)
- Limnodromus sp.
- Becada (Scolopax rusticola)
- Tètol cuanegre (Limosa limosa)
- Tètol cuabarrat (Limosa lapponica)
- Siglot cantaire (Numenius phaeopus)
- Siglot becut (Numenius arquata)
- Xuït (Tringa erythropus)
- Tifort (Tringa totanus)
- Siseta (Tringa stagnatilis)
- Picarot (Tringa nebularia)
- Tifort groc petit (Tringa flavipes)
- Xerlovita (Tringa ochropus)
- Xerlovita camagroga (Tringa glareola)
- Siseta cendrosa (Xenus cinereus)
- Siseta de pit blanc (Actitis hypoleucos)
- Remena-rocs (Arenaria interpres)
- Escuraflascons becfí (Phalaropus lobatus)
- Escuraflascons becgròs (Phalaropus fulicarius)

### Stercorariidae
- Paràsit cuaample (Stercorarius pomarinus)
- Paràsit cuapunxegut (Stercorarius parasiticus)
- Paràsit cuallarg (Stercorarius longicaudus)
- Paràsit gros (Stercorarius skua)

### Laridae

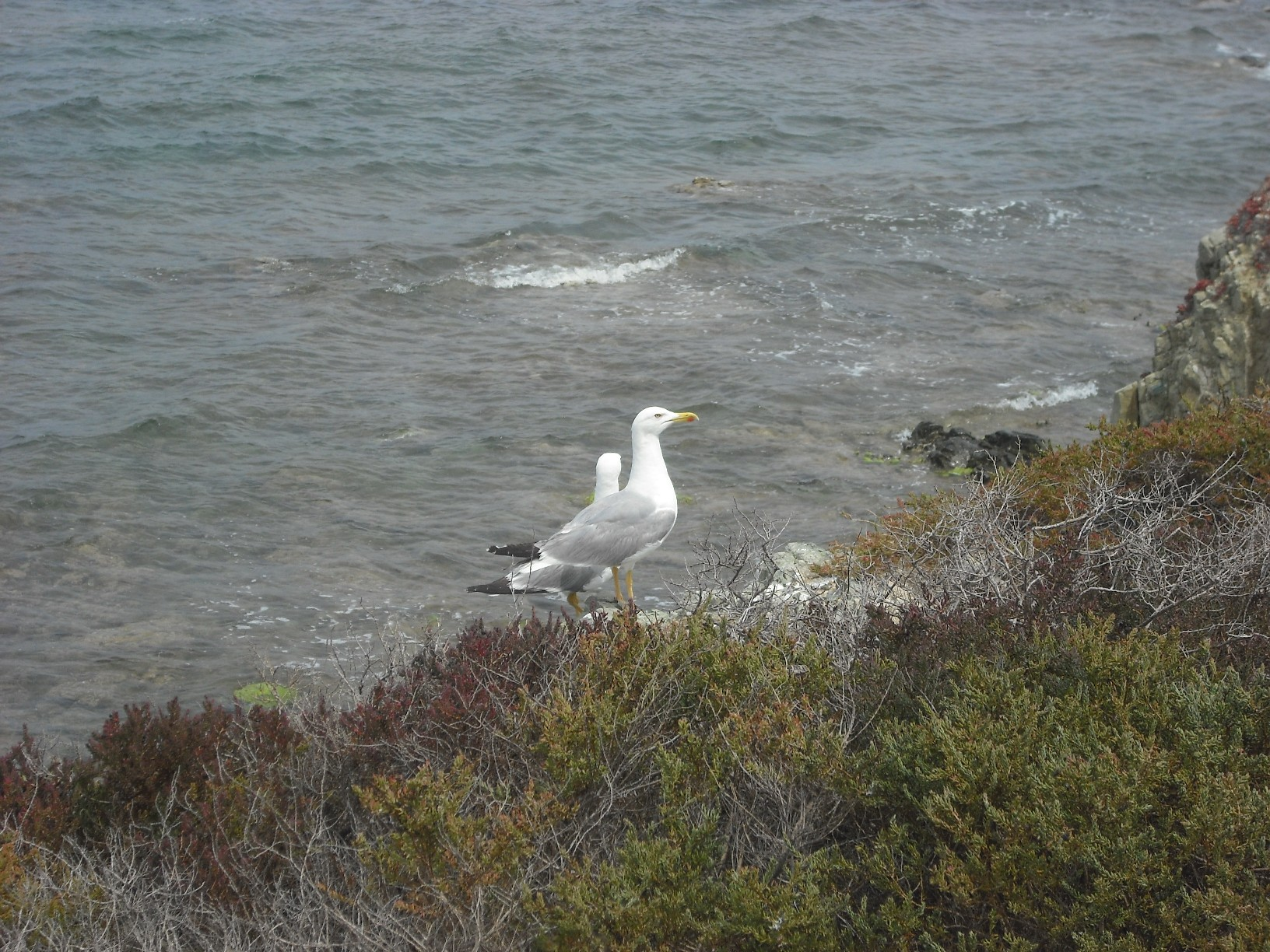
Gavinots argentats a Nova Tabarca (Alacantí)

- Gavina capnegra (Larus melanocephalus)
- Gavina capnegra americana (Larus atricilla)
- Larus delawarensis
- Gavina menuda (Larus minutus)
- Gavina vulgar (Larus ridibundus)
- Gavina capblanca (Larus genei)
- Gavina corsa (Larus audouinii)
- Gavina cendrosa (Larus canus)
- Gavinot fosc (Larus fuscus)
- Gavinot argentat mediterrani (Larus michahellis)
- Gavinot marí (Larus marinus)
- Gavina de tres dits (Rissa trydactila)
- Gavina cuaforcada (Larus sabini)

### Sternidae
- Curroc (Gelochelidon nilotica)
- Xatrac gros (Sterna caspia)
- Xatrac bengalí (Sterna bengalensis)
- Xatrac becllarg (Sterna sandvicensis)
- Xatrac d'albufera (Sterna hirundo)
- Xatrac reial (Sterna maxima)
- Xatrac àrtic (Sterna paradisaea)
- Mongeta (Sterna albifrons)
- Fumarell de galta blanca (Chlidonias hybridus)
- Fumarell negret (Chlidonias niger)
- Fumarell d'ala blanca (Chlidonias leucopterus)

### Alcidae
- Cauet (Alca torda)
- Fraret (Fratercula arctica)

## Pteroclidiformes

### Pteroclididae
- Xurra (Pterocles orientalis)
- Pterocles alchata

## Columbiformes

### Columbidae
- Colom roquer (Columba livia)
- Xixella (Columba oenas)
- Tudó (Columba palumbus)
- Tórtora turca (Streptopelia decaocto)
- Tórtora domèstica (Streptopelia risoria)
- Tórtora (Streptopelia risoria/decaocto)
- Tórtora (Streptopelia turtur)

## Cuculiformes

### Cuculidae
- Cucut reial (Clamator glandarius)
- Cucut (Cuculus canorus)

## Strigiformes

### Tytonidae
- Òliba (Tyto alba)

### Strigidae
- Xot (Otus scops)
- Duc (Bubo bubo)
- Mussol comú (Athene noctua)
- Caro (Strix aluco)
- Duc mitjà (Asio otus)
- Mussol marí (Asio flammeus)

## Caprimulgiformes

### Caprimulgidae
- Saboc (Caprimulgus europaeus)
- Saboc coll-roig (Caprimulgus ruficollis)

## Apodiformes

### Apodidae
- Falcia (Apus apus)
- Falcia pàl·lida (Apus pallidus)
- Falcia de panxa blanca (Apus melba)

## Coraciiformes

### Alcedinidae
- Blauet (Alcedo atthis)

### Meropidae
- Abellerol (Merops apiaster)

### Coraciidae
- Cavallet (Coracias garrulus)

### Upupidae
- Puput (Upupa epops)

## Piciformes

### Picidae
- Formiguer (Jynx torquilla)
- Picot (Picus viridis)
- Picot garser gros (Dendrocopos major)

## Passeriformes

### Alaudidae
- Calàndria (Melanocorypha calandra)
- Terrerola becuda (Chersophilus duponti)
- (Calandrella brachydactyla)
- Terrerola rojenca (Caladrella rufescens)
- Cogullada vulgar (Galerida cristata)
- Cogullada fosca (Galerida thecklae)
- Cotoliu (Lullula arborea)
- Terrerola vulgar (Alauda arvensis)

### Hirundinidae
- Papalló (Riparia riparia)
- Roquer (Ptyonoprogne rupestris)
- Oroneta (Hirundo rustica)
- Oroneta cua-rogenca (Hirundo daurica)
- Oroneta cuablanca (Delichon urbicum)

### Motacillidae
- Titeta d'estiu (Anthus campestris)
- Titeta dels arbres (Anthus trivialis)
- Titeta (Anthus pratensis)
- Titeta gola-roja (Anthus cervinus)
- Titeta d'aigua (Anthus spinoletta spinoletta)
- Anthus petrosus
- Cueta groga (Motacilla flava)
- Cueta torrentera (Motacilla cinerea)
- Cueta blanca (Motacilla alba)

### Cinclidae
- Merla d'aigua (Cinclus cinclus)

### Troglodytidae
- Caragolet (Troglodytes troglodytes)

### Prunellidae

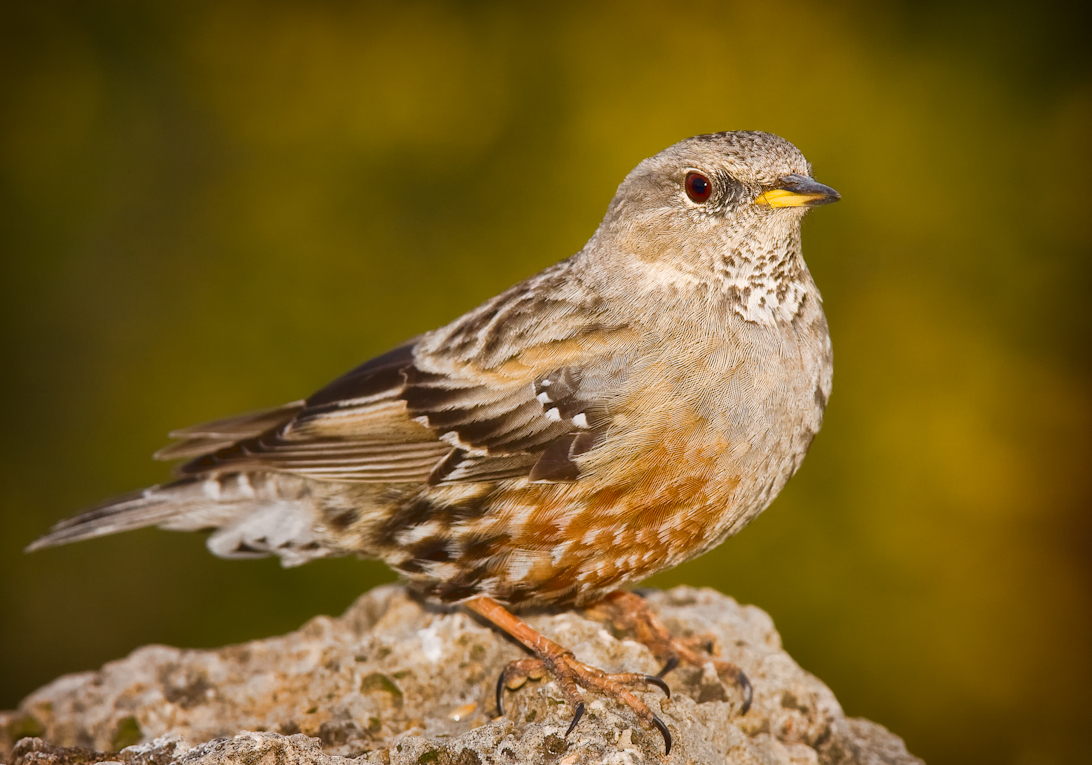
Cercavores prop d'Aiòder (Alt Millars)

- Pardal de bardissa (Prunella modularis)
- Cercavores (Prunella collaris)

### Muscicapidae
- Cuaenlairat (Cercotrichas galactotes)
- Pit-roig (Erithacus rubecula)
- Rossinyol (Luscinia megarhynchos)
- Pit-blau (Luscinia svecica)
- Calderer (Phoenicurus ochruros)
- Capellà (Phoenicurus phoenicurus)
- Bitxac rogenc (Saxicola rubetra)
- Cagamànecs (Saxicola torquata)
- Culiblanc pàl·lid (Oenanthe isabellina)
- Culiblanc gris (Oenanthe oenanthe)
- Culiblanc ros (Oenanthe hispanica)
- Culiblanc negre (Oenanthe leucura)
- Oenanthe deserti
- Merla roquera (Monticola saxatilis)
- Merla blava (Monticola solitarius)
- Papamosques gris (Muscicapa striata)
- Papamosques menut (Ficedula parva)
- Papamosques de collar (Ficedula albicollis)
- Papamosques blanquet (Ficedula hypoleuca)

### Turdidae
- Merla de pit blanc (Turdus torquatus)
- Merla (Turdus merula)
- Tordanxa (Turdus pilaris)
- Tord (Turdus philomelos)
- Tord ala-roig (Turdus iliacus)
- Griva (Turdus viscivorus)

### Sylviidae
- Rossinyol bord (Cettia cetti)
- Leiothrix lutea
- Trist (Cisticola juncidis)
- Boscarler pintat (Locustella naevia)
- Boscarler comú (Locustella luscinioides)
- Xitxarra mostatxuda (Acrocephalus melanopogon)
- Xitxarra d'aigua (Acrocephalus paludicola)
- Xitxarra dels joncs (Acrocephalus schoenobaenus)
- Xitxarra menjamosquits (Acrocephalus palustris)
- Xitxarra de canyar (Acrocephalus scirpaceus)
- Xitxarrot (Acrocephalus arundinaceus)
- Xitxarra dels matolls Acrocephalus dumetorum
- Busqueta pàl·lida (Hippolais pallida)
- Bosqueta icterina (Hippolais icterina)
- Bosqueta vulgar (Hippolais polyglota)
- Busquereta sarda (Sylvia sarda)
- Busquereta cuallarga (Sylvia undata)
- Busquereta trencamantes (Sylvia conspicillata)
- Busquereta de garriga (Sylvia cantillans)
- Busquereta capnegra (Sylvia melanocephala)
- Busquereta emmascarada (Sylvia hortensis)
- Busquereta vulgar (Sylvia communis)
- Busquereta xerraire (Sylvia curruca)
- Busquereta mosquitera (Sylvia borin)
- Busquereta de casquet (Sylvia atricapilla)
- Mosquiter pàl·lid (Phylloscopus bonelli)
- Mosquiter xiulaire (Phylloscopus sibilatrix)
- Mosquiter comú (Phylloscopus collybita)
- Mosquiter de passa (Phylloscopus trochilus)
- Phylloscopus trochiloides
- Phylloscopus innornatus
- Reiet comú (Regulus regulus)
- Reiet safraner (Regulus ignicapillus)

### Timaliidae
- Serenet (Panurus biarmicus)

### Aegithalidae
- Senyoreta (Aegithalos caudatus)

### Paridae
- Capellanet (Parus cristatus)
- Primavera (Parus ater)
- Ferrerolet (Parus caeruleus)
- Totestiu (Parus major)

### Sittidae
- Pica-soques blau (Sitta europaea)

### Tichodromadidae
- Pela-roques (Tichodroma muraria)

### Certhiidae
- Girapins comú (Certhia brachydactyla)

### Remizidae
- Teixidor (Remiz pendulinus)

### Oriolidae
- Oriol (Oriolus oriolus)

### Laniidae
- Capsot d'esquena roja (Lanius collurio)
- Capsot menut (Lanius minor)
- Botxí (Lanius excubitor)
- Capsot (Lanius senator)

### Corvidae
- Gaig (Garrulus glandarius)
- Garsa blava (Cyanopica cyanus)
- Garsa (Pica pica)

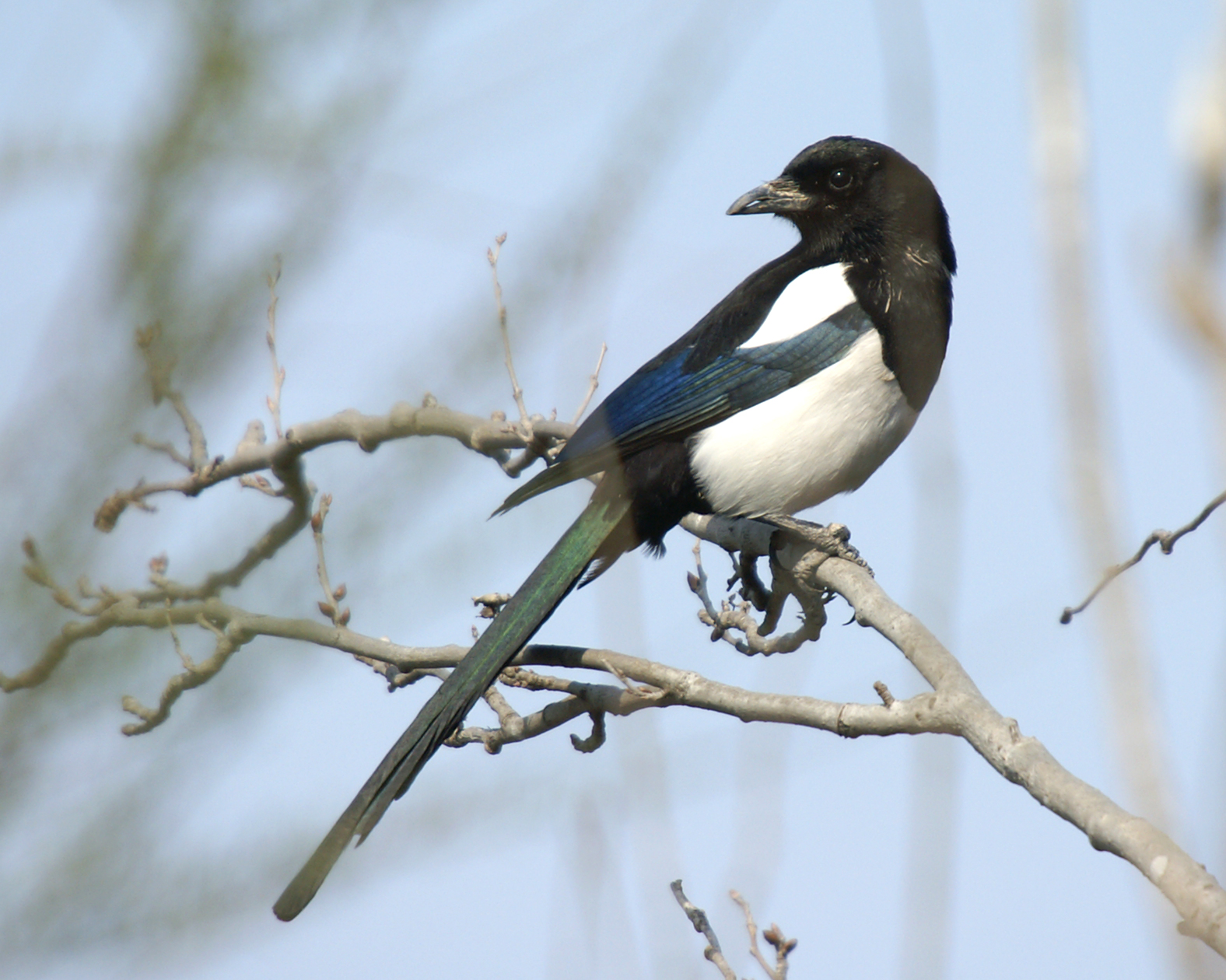
Garsa al Clot de Galvany (Elx, Baix Vinalopó)

- Gralla de bec roig (Pyrrhocorax pyrrhocorax)
- Gralla (Corvus monedula)
- Graula (Corvus frugilegus)
- Cornella negra (Corvus corone)
- Corb (Corvus corax)

### Sturnidae
- Estornell (Sturnus vulgaris)
- Estornell negre (Sturnus unicolor)
- Estornell rosat (Sturnus roseus)
- Gracula religiosa

### Ploceidae
- Teuladí (Passer domesticus)
- Teuladí torredà (Passer montanus)
- Pardal roquer (Petronia petronia)

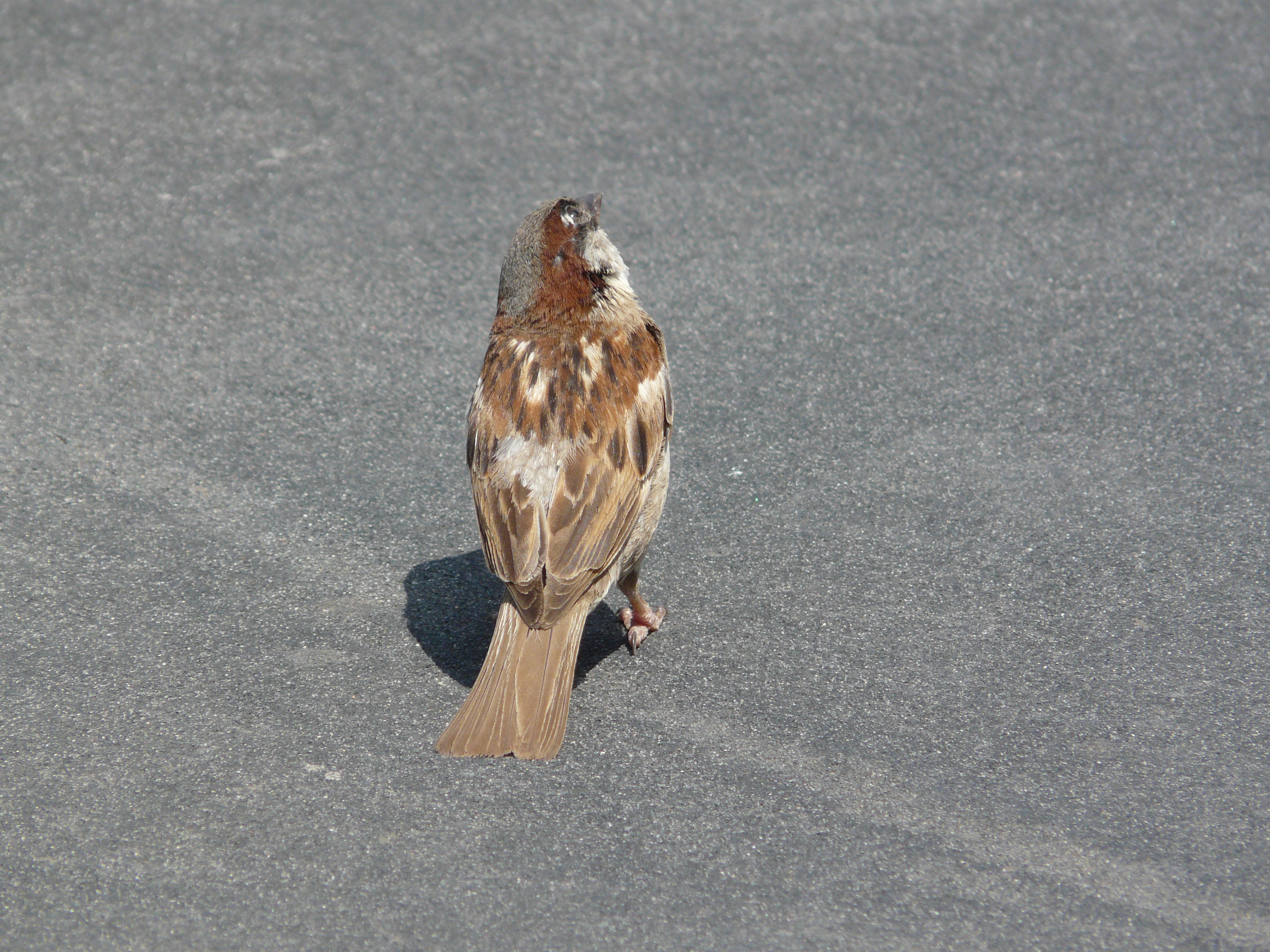
Teuladí a València

- Pardal d'ala blanca (Montifringilla nivalis)
- Padda (Lonchura oryzivora)
- Euplectes orix
- Euplectes afer
- Ploceus galbula
- Ploceus intermedius

### Fringillidae
- Pinsà (Fringilla coelebs)
- Pinsà mec (Fringilla montifringilla)
- Gafarró (Serinus serinus)
- Verderolet (Serinus citrinella)
- Serinus mozambicus
- Verderol (Carduelis chloris)
- Cadernera (Carduelis carduelis)
- Lluer (Carduelis spinus)
- Passerell (Carduelis cannabina)
- Bectort (Loxia curvirostra)
- Pinsà trompeter (Bucanetes githagineus)
- Carpodacus erythrinus
- Pinsà borroner (Pyrrhula pyrrhula)
- Trencapinyols (Coccothraustes coccothraustes)

### Emberizidae

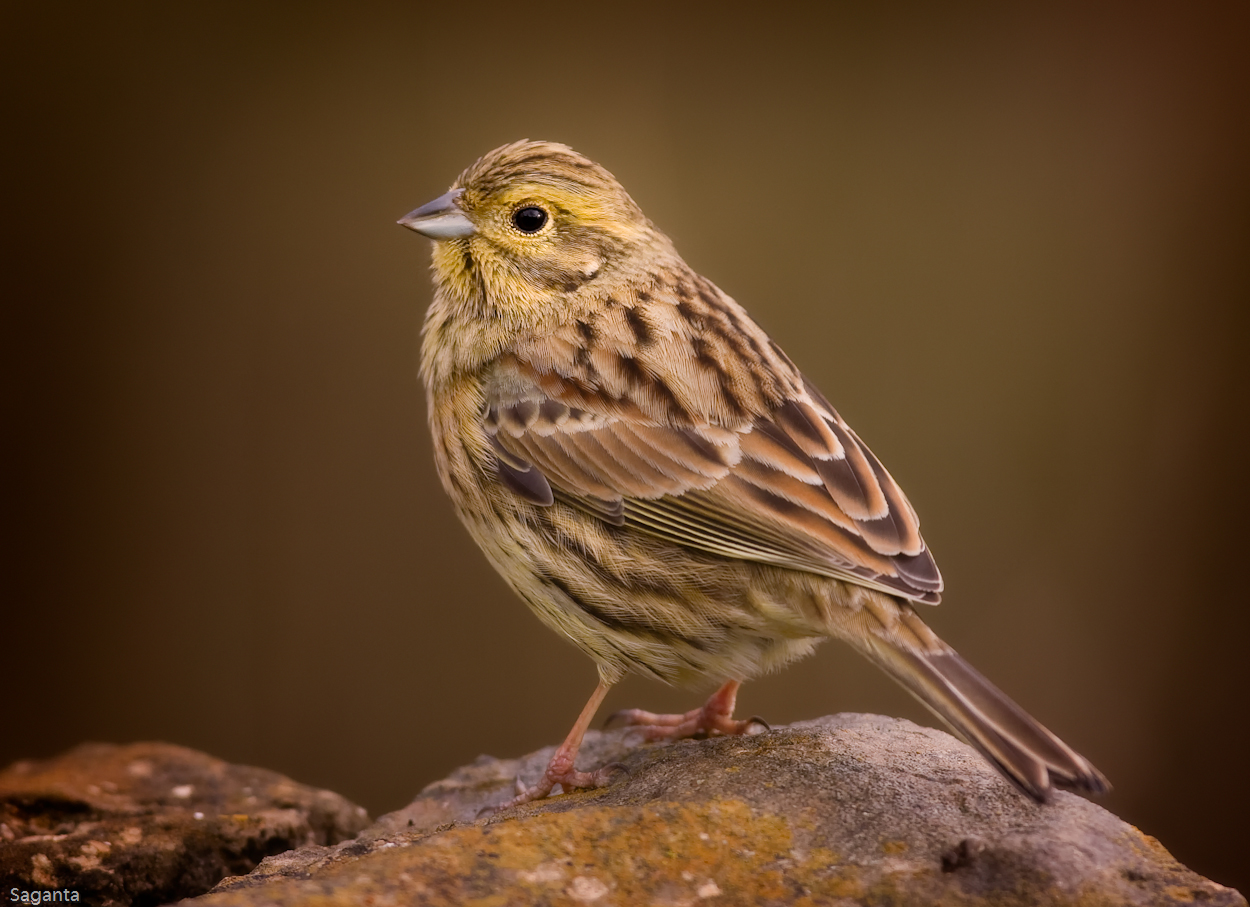
Sit golanegre a Aiòder (Alt Millars)

- Sit de lapònia (Calcarius lapponicus)
- Sit blanc (Plectrophenax nivalis)
- Verderola (Emberiza citrinella)
- Sit golanegre (Emberiza cirlus)
- Xitxit (Emberiza cia)
- Sit (Emberiza hortulana)
- Sit petit (Emberiza pusilla)
- Teuladí de canyar (Emberiza schoeniclus)
- Sit capnegre (Emberiza melanocephala)
- Emberiza leucocephalos
- Emberiza rustica
- Cruixidell (Miliaria calandra)

### Estrildidae
- Estrilda troglodytes
- Estrilda melpoda
- Bec de corall senegalés (Estrilda astrild)
- Lonchura malabarica
- Steganura paradisea
- Lonchura atricapilla
- Lonchura malacca
- Lonchura maja
- Cilinus virginianus
- Lophortix californica
- Amandava amandava

## Psittaciformes

### Psittacidae
- Melopsittacus undulatus
- Cotorreta de pit gris (Myiopsitta monachus)
- Cotorra de Kramer (Psittacula krameri)
- Aratinga erythrogenys
- Nandayus nenday
- Aratinga acuticaudata
- Cyanoliseus patagonus
- Inseparable (Agapornis sp.)